# Kościół św. Michała Archanioła w Siedlcach
Kościół w Siedlcach – gotycko-barokowy kościół w Siedlcach w Polsce w województwie dolnośląskim, w powiecie lubińskim, w gminie Lubin.
Kościół położony jest we wsi Siedlce w południowo-zachodniej Polsce w północno-wschodniej części Wysoczyzny Lubińskiej, około 7 km na wschód od Lubina.

## Opis
Kościół gotycki, św. Michała Archanioła, pochodzący z drugiej połowy XIII wieku. Pierwsza wzmianka o istniejącym kościele parafialnym w Siedlcach (Czedlicz) pochodzi z 1335 roku. Rozbudowany w XVII wieku. Kościół, jednonawowy, orientowany, złożony z nawy oraz niższego i węższego prostokątnego prezbiterium, murowany z cegły, nietynkowany, oskarpowany. Mur prezbiterium wykonany wiązaniem wendyjskim a mur nawy gotyckim. Dachy dwuspadowe o różnych kalenicach, kryte dachówką. Szczyt wschodni prezbiterium zdobiony trzema ostrołukowymi blendami. Część zachodnia nawy nieco wydłużona, przemurowana.
W ścianach kościoła wmurowane cztery kamienne epitafia z XVII i XVIII wieku. Z XVI i XVII wieku pochodzą liczne kamienne płyty nagrobne różnych przedstawicieli rodziny Nostitzów o różnorodnej ornamentyce i formie typologicznej. Obok kościoła oddzielnie usytuowana drewniana dzwonnica z końca XVIII wieku o konstrukcji szkieletowej, szalowana deskami.

## Wnętrze
Wnętrze jednonawowe, prezbiterium zamknięte ścianą prostą, od nawy oddzielone ostrołukową tęczą. Okna prezbiterium i nawy po stronie południowej przeprute. Prezbiterium trójprzęsłowe przykryte trójdzielnym sklepieniem krzyżowo-żebrowym. Zworniki na sklepieniach w prezbiterium pochodzą z około 1480 roku, jeden ze zworników sklepienia ozdobiony polskim herbem „Korab” fundatora Prokuta. 
Nawę z trzech stron centralnie obiegają empory z przełomu XVI i XVII wieku, postawione pod wpływem religii luterańskiej, których balustradę pokrywają malowidła o tematyce chrystologicznej, sceny przedstawiają historię narodzin, nauczania i śmierci Jezusa. Tematyka malowideł typowo luterańska. Jako jedyne źródło wiary występuje tu biblia. 
We wnętrzu znajdują się portal z 1480 roku zdobiący wejście do zakrystii, renesansowe drzwi z około 1680 roku, późnogotyckie sakramentarium z około 1480 roku, krzyż barokowy, neogotycka chrzcielnica, renesansowa ambona oraz:

### Strop kasetonowy z 1618 roku
Unikatem na Dolnym Śląsku jest polichromowany, drewniany strop kasetonowy, o powierzchni około 70 m² z 1618 roku, przykrywający nawę.
Kompozycję stropu tworzy sześć ośmiobocznych drewnianych kasetonów malowanych temperą, oddzielonych szerokimi listwami pomalowanymi na niebiesko, ozdobionymi na łączach plastycznymi ornamentami w złotym kolorze. Zachodzące na siebie oktagony wyodrębniają pola w kształcie kwadratów oraz leżących i stojących sześcioboków. Polichromia stropu przedstawia w całości Księgę Rodzaju. Sceny uszeregowano w 9 rzędach, ściśle według biblijnej chronologii. Narrację rozpoczynają sceny od południowo-wschodniego narożnika nawy. Wszystkie przedstawione sceny zawierają informację jakiegoś fragmentu Genesis. 
Na fasecie umieszczono sześć rodowych szlacheckich kartuszy herbowych: von Berg, von Sack, von Schkopp, von Glaubnitz, von Kletlitz i herb nieznanego rodu.

## Historia
Kościół parafialny św. Michała Archanioła został wzniesiony w drugiej połowie XIII w., wzmianka o nim pochodzi z 1335 roku. W dokumencie lokacyjnym Sedlec wystawionym w Głogowie przez księcia Konrada głogowskiego wzmiankowana jest kaplica. Obecny kościół rozbudowano w 1372 roku, a jego fundatorem był rycerz polskiego pochodzenia Prokut, wówczas dobudowano nawę, a na zworniku sklepienia prezbiterium umieszczono herb fundatora Korab. 

### Okres ewangelicki

#### Czasy rodu Nostitzów
Z początkiem XV wieku właścicielami dóbr zostają Nostitzowie. Z inicjatywy Nostitzów w 1534 roku, kościół powiększono o południową kaplicę oraz drewnianą kruchtę przy nawie od zachodniej strony. W 1534 roku kościół został przekazany ewangelikom, przez których został modernizowany na przełomie XVI i XVII wieku pod wpływem religii luterańskiej. W okresie tym z trzech stron nawy postawiono empory, pokryte malowidłami o tematyce Chrystologicznej. Empory czyli balkony zwiększyły liczbę miejsc w świątyni, ponieważ na protestanckie nabożeństwa do Siedlec zjeżdżali się wierni z wielu miejscowości, gdzie nie było świątyń wyznania ewangelickiego. Centralne rozmieszczenie empor ułatwiało również lepszą percepcję Słowa Bożego, najważniejszą część ceremonii luterańskiej. 
W 1597 roku Ewa von Nostitz ufundowała ambonę i chrzcielnicę. Na przełomie XVI i XVII wieku ustawiono liczne kamienne płyty nagrobne różnych przedstawicieli rodziny Nostitzów. W 1612 roku na sklepieniu prezbiterium dodano polichromie przedstawiającą 12 Apostołów. W 1618 roku synowie Ewy von Nostitz nad lożą kolatorską ufundowali strop kasetonowy ozdobiony scenami biblijnymi – Księga Rodzaju. W drugiej połowie XVII wieku wymieniono na nowe, dawne XVI-wieczne empory ewangelickie, z których resztki zachowały się w południowej kaplicy przedstawiające czterech Ewangelistów. W 1674 roku powstał krzyż, który wisi po dziś dzień na ścianie ołtarza głównego.

#### Czasy rodu von Wechmar
W roku 1751 właścicielami wioski staje się ród von Wechmar, wyznania ewangelickiego, którzy budują po północnej stronie kościoła kaplicę oraz kryptę grobową, w której zostały umieszczone liczne sarkofagi zmarłych dziedziców. W XVIII wieku kościół zostaje częściowo restaurowany i odnowiony. W drugiej połowie. XVIII wieku zbudowano na nowo drewnianą dzwonnicę stojącą na cmentarzu przykościelnym. W latach 1921-1925 kościół przeszedł gruntowny remont, wówczas przemurowano nawę, dobudowano kruchty i wejście na empory od strony zachodniej, zmieniono zachodni szczyt kościoła, założono nowy dach.

### Okres katolicki
W 1945 roku kościół powrócił do rąk katolików.

## Inne
- Cmentarz przykościelny, dzwonnica i kościół w Siedlcach, wpisane są do rejestru zabytków: kościół pod poz.850 z dn. 15.02.1961 r., dzwonnica pod poz. 598/L z dn. 14.04.1981 r., cmentarz pod poz. 842/L z dn. 16.02.9 r.
- Na cmentarzu znajduje się zbiorowa mogiła żołnierzy polskich z wojny obronnej 1939 zmarłych w niemieckiej niewoli w podobozie jenieckim w Siedlcach.